# Каса-Бонита
«Каса-Бонита» (англ. Casa Bonita) — 11 эпизод 7 сезона (№ 107) сериала «Южный парк», премьера которого состоялась 12 ноября 2003 года. Он вошёл в список любимых эпизодов создателей сериала, попав на DVD South Park. The Hits: Volume 1.

## Сюжет
Кайл приглашает друзей в мексиканский парк развлечений Каса-Бонита в честь своего дня рождения, но вместо Картмана зовёт с собой Баттерса, потому что Картман часто обзывает Кайла жидом. Но Картман очень хочет поехать в Каса-Бониту, которая является его любимым местом на земле, и старается помешать плану Кайла. В конце концов, ему это удаётся, и Кайл соглашается, чтобы Картман поехал, если вдруг Баттерс не сможет. Тогда Картман обманывает Баттерса: говорит, что в город врежется комета, и убеждает залезть в бомбоубежище, чтобы потом возродить человеческий род.
Картман приходит к Кайлу в день его рождения, но Кайл никуда не едет, когда узнаёт, что Баттерс потерялся; он считает, что это несправедливо. Весь город ищет Баттерса, и, помимо прочего, полиция хочет обыскать бомбоубежища. Тогда Картман врёт Баттерсу, что комета врезалась в город, и все превратились в людоедов, в результате чего ему удаётся перепрятать Баттерса в старый холодильник, который вскоре увозят на свалку.
Через некоторое время Баттерс вылезает из холодильника, видит свалку и думает, что это и есть разрушенный город. Он начинает строить новый мир вместе со встреченной им собачкой. Тем временем Кайл всё же едет со Стэном, Кенни и Картманом в Каса-Бониту. Баттерс на помойке встречает работницу свалки и предлагает с ней возродить человечество; она говорит ему, что не понимает, о чём он, и что его уже неделю ищет весь город. Баттерс звонит домой, и его родители звонят на мобильный Шейле Брофловски, которая везёт детей в парк. У входа Картман, поняв, что тайна раскрыта, убегает ото всех и начинает пытаться как можно скорее попробовать все аттракционы. В Каса-Бониту приходит полиция. Картман добегает до водопада, где люди прыгают в воду, и бросается вниз. Когда он приходит в себя, плывя на воде, полицейский стоит рядом вместе с Шейлой и ребятами. Он спрашивает, стоило ли это того, что Эрик потерял всех друзей и неделю проведёт в колонии для несовершеннолетних, и Картман удовлетворённо говорит «Ещё как стоило!»

## Факты
- Мексиканский ресторан Casa Bonita действительно существует. Он находится в городе Лейквуд, Колорадо, и многие члены съёмочной группы, включая Трея Паркера и Мэтта Стоуна, посещали его в детстве. В 2021 году Паркер и Стоун выкупили ресторан.
- Когда Кайл появляется перед приятелями со словами «Хорошие новости!», Картман переспрашивает: «У тебя СПИД?». В эпизоде «Проблема с гландами» 12-го сезона Картман заболевает СПИДом сам и заражает им Кайла.
- Ложь Картмана Баттерсу о том, что на город летит комета, «размером со штат Вайоминг», является отсылкой сразу к нескольким фильмам с подобной завязкой: «Армагеддон», «Столкновение с бездной» и другим.
- Когда Картман завёл Баттерса в холодильник, видно, что руки целы, хотя за минуту до этого Картман разыгрывал сценку, в которой ему сломал и съел руку так называемый "людоед".
- Кайл говорит, что он не пригласит Эрика, а пригласит Баттерса, потому что тот приглашал его на день рождения в прошлом месяце, хотя известно, что день рождения Баттерса — 11 сентября, а день рождения Кайла — 26 мая. С другой стороны, зритель узнает о дате рождения Баттерса только в эпизоде «ШИКАРН-О».
- На свалке, когда Баттерс выбирается из холодильника, на заднем плане виден минивэн «Духа людской доброты» из эпизода «Похищение детей — это не смешно».
- В начале эпизода присутствует длинная нарезка из целого ряда фрагментов предыдущих эпизодов, где Картман обзывает Кайла жидом. Эти фрагменты взяты из эпизодов:
  - «Профессор Хаос» — на площадке для игр, с Крэйгом вместо Кенни
  - «Мистер Хэнки, рождественская какашка» — на площадке для игр
  - «Это уже было у „Симпсонов“» — в комнате Картмана
  - «Сущность» — на пороге дома Кайла
  - «Классические рождественские песни от мистера Хэнки» — во время пения песни про дрейдел
  - «Приходят соседи» — в классе
  - «Кое-что, что можно сделать пальцем» — дома у Картмана с концертными костюмами
  - «Попадают ли умственно отсталые в ад?» — сидя на бордюре с другими ребятами
  - «Маленькие борцы с преступностью» — во время «захвата» дома
  - «Даёшь шляпу» — на телепередаче
  - «Кенни умирает» — в столовой у Картмана
  - «Похищение детей — это не смешно» — на дороге с Твиком и родителями
  - «Лестница в небо» — рядом с кучей мусора
  - «Спасём телятину» — смотря через дыру в потолке в телячьем загоне
  - «Самопроизвольное возгорание» — в комнате Стэна
  - «Джунгли-шмунгли» — во время репетиции танцев с хором
- Песня, которую Баттерс поёт, оставшись в одиночестве в бомбоубежище, — «If You Leave Me Now» Chicago[1]. Позже он также поёт её в эпизоде «ШИКАРН-О».
- Сначала Картман говорит, что комета размером с штат Вайоминг, хотя потом, когда он с Баттерсом идёт по лесу, он говорит, что кратер от метеорита диаметром 3 километра (сгорел в атмосфере).
- В сцене, когда у Шейлы зазвонил телефон, на заднем плане видны кинотеатр «Жеребцы» и мужские бани. Они были в серии «Собственный эпизод Баттерса».